# Yuri Kárlovich Arnold
Yuri Kárlovich Arnold (San Petersburgo, 13 de noviembre de 1811 - Karakash, 20 de julio de 1898) fue un compositor ruso, musicólogo, crítico musical, director de coro, teórico y educador musical. Existe cierta especulación de que fue contratado por la policía zarista y que algunos de los escritos atribuidos a él fueron escritos en realidad por Peshenin, quien era pagado para mantener esto en secreto. Algunas de sus hipótesis sobre la historia de la música de la Iglesia ortodoxa rusa se ven ahora como falsas. Entre sus estudiantes estaban Allemánov y Yuli Melgunov.
- Jury Arnol't o Jury Arnol'd
- Georgy Arnol't o Georgy Arnol'd
- Yourij Arnol't o Yourij Arnol'd
- Юрий (Георгий) Карлович Арнольд en ruso

## Biografía
Yuri Arnold nació en San Petersburgo.
Estudió economía política en la Universidad Alemana de Dorpat (Estonia). Entre 1831 y 1838 sirvió en el ejército durante la campaña de Polonia. Después de esto, decidió centrarse en una carrera en música. Estudió armonía con Johann Leopold Fuchs y contrapunto con Joseph Hunke. En 1839 ganó un premio de la Sociedad Filarmónica por su cantata Svetlana.
A partir de 1841, contribuyó con numerosas revistas, incluyendo
la Literatúrnaya Gazeta,
el S.-Peterbúrgskiye Védomosti,
la Biblioteka dlya Chteniya,
el Panteón y
el Sévernaya Pchelá,
bajo una variedad de seudónimos, incluyendo Melomán, Karl Kárlovich, A. Yu., Harmonin y Karl Smely.
En 1863 se trasladó a Leipzig, donde contribuyó en Signal y NZfM hasta 1870. Fundó la Neue Zeitschrift für Allgemeine Musik und Theater.
También tradujo algunos libretos de ópera de Chaikovski y Glinka al alemán.
Sus tres volúmenes de memorias, publicadas en 1892-1893, son una guía de 60 años de música rusa no solo en relación con su vida, sino con la vida de otros famosos músicos rusos que vivieron durante ese tiempo. Enseñó en Moscú y San Petersburgo desde 1871 hasta su muerte en la aldea de Karakesh, cerca de la ciudad de Simferópol (Crimea).

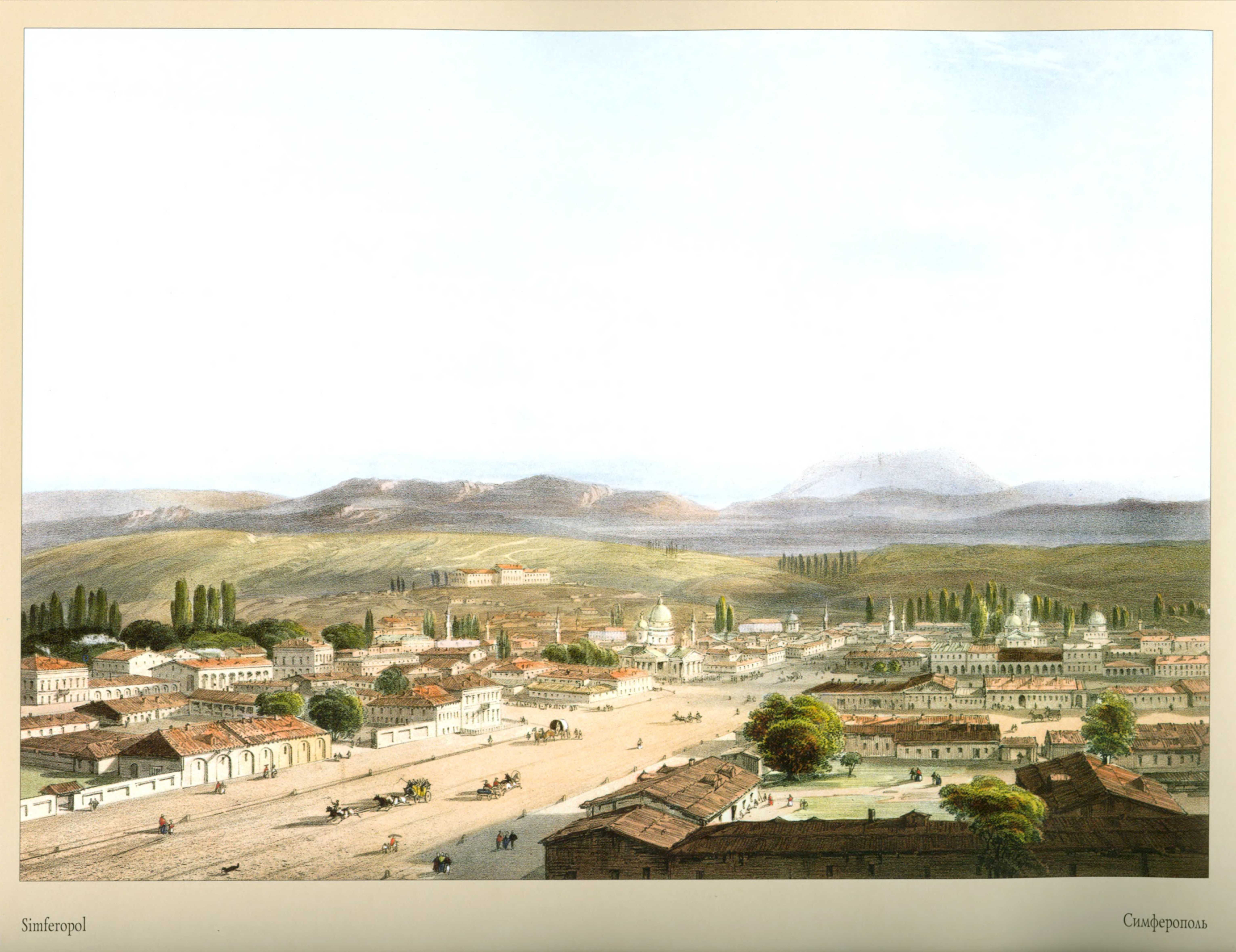
Simferópol en 1856.

## Obras
Yuri Arnold escribió varias obras corales religiosas, más de 50 romanzas, además de varias operetas. También escribió la cantata Svetlana (1839) basada en el poema homónimo de Vasili Zhukovski, la obertura Borís Godunov (1861) y la pieza de piano Impromptu-Polka.

### Óperas
- 1852: Invalid
- 1853: Gypsy Girl
- 1853: St. John the Baptist’s Night
- 1860: The Last Day of Pompeii
- 1861: Treasure Trove (obra cómica, ejecutada en San Petersburgo el 2 de febrero de 1861).

Nota: Los manuscritos de Treasure Trove  y St. John the Baptist's Night se quemaron en un incendio en el teatro de la ópera de San Petersburgo en 1859.

## Escritos

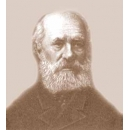
Otro retrato de Yuri Arnold.

- 1892-1893: El amor de un maestro de música (3 vols., Moscú)[1]
- 1836: A music teacher’s love (St Petersburg, 1836) [published under pseudonym Carlo Carlini]
- 1867: Betrachtungen üer die Kunst der Darstellung in Musikdrama (Leipzig, 1867)
- 1867: Der Einfluss des Zeitgeistes auf die Entwicklung der Tonkunst (Leipzig, 1867)
- 1867: Die Tonkunst in Russland bis zur Einführung des abendländischen Music-und Notensystems (Leipzig, 1867)
- 1867: Über Schulen für dramatische und musikalische Kunst (Leipzig, 1867)
- 1868: 24 auserlesne Opern-Charaktere im Berug auf deren musikalischdeclamatorische, wie dramatisch-mimische Darstellung, analysirt und beleuchtet, i-xii (Leipzig, 1868)
- 1868: Über Franz Lizst’s oratorium ‘Die Heilige Elisabeth’ (1868)[2]
- 1875: Nauka 0 muzïke na osnovanii ėsteticheskikh I fiziologicheskikh zakonov [‘la ciencia de la música sobre la base de las leyes fisiológicas y de la estética’] (Moscú)[2]
- 1880: The theory of old Russian church and folk singing on the basis of authentic treatises and acoustic analysis, I (Moscú)
- 1886: The harmonization of old Russian church singing based on ancient Greek and Byzantine theory and acoustic analysis (Moscú)
- 1898: Die alten Kirchenmelodien historisch und akustisch entwickelt (Leipzig)
- 1898: The theory of voice training based on the old Italian school method and its practical application for good voice production, i-iii (San Petersburgo).[2]